# 聚苯乙烯磺酸
聚苯乙烯磺酸盐是一组用于治疗高鉀血症的药物。效果通常需要数小时至数天。 它们还用于在技术应用中从溶液中去除钾、钙和钠。
常见的副作用包括食欲不振、肠胃不适、便秘和低鈣血症。 这些聚合物是衍生自聚苯乙烯，添加磺酸盐官能团。
聚苯乙烯磺酸钠于1958年在美国被批准用于医疗用途。
聚苯乙烯磺酸盐于2000年代被开发出来，用于治疗艰难梭菌相关的腹泻，其名称为Tolevamer ，但从未上市。

## 医疗用途

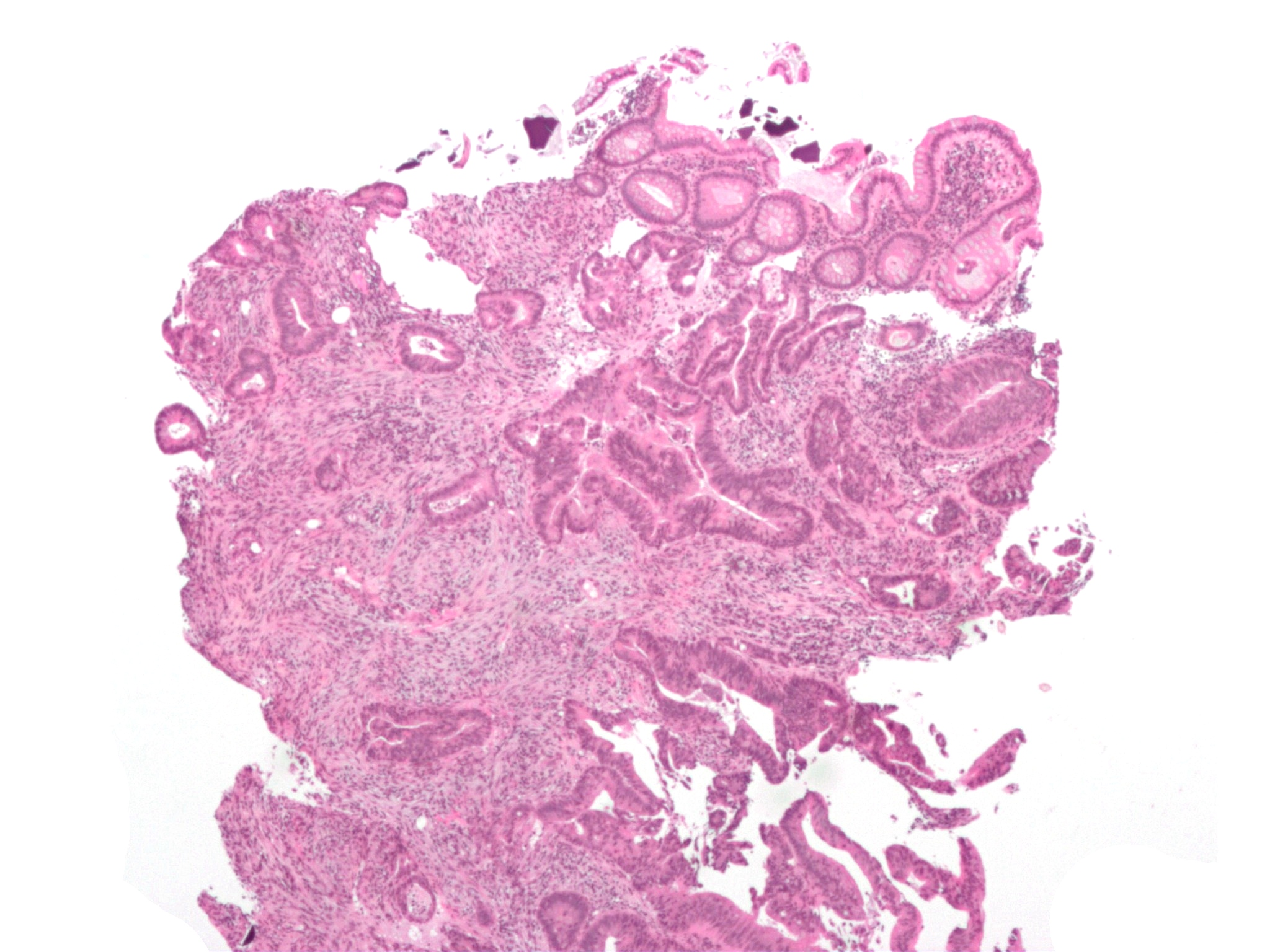
显微照片显示结肠肿块活检中的聚苯乙烯磺酸钠晶体（紫色 - 图像顶部）。 H&E 染色。

聚苯乙烯磺酸盐通常以钠或钙的形式提供。它可用作高钾血症（异常高血清钾水平）患者急性和慢性肾脏疾病的钾结合剂。 然而，尚不清楚它是否有益，并且人们担心它与山梨醇结合使用时可能会产生副作用。 
聚苯乙烯磺酸盐可随餐口服或保留灌肠直肠给药。 

## 副作用
肠道紊乱很常见，包括食欲不振、恶心、呕吐和便秘。在极少数情况下，它与结肠坏死有关。 可能会出现低镁血症、低鈣血症和低鉀血症等电解质血液水平的变化。 聚苯乙烯磺酸盐不应用于患有阻塞性肠病的人和肠道蠕动减弱的新生儿。

### 肠道损伤
截至2013年，共有58例因聚苯乙烯磺酸盐导致肠道损伤（包括结肠壞死）的报道当与山梨醇联合使用时，已经报道了更多的病例，而单独使用时也发生了其他病例。 

### 药物相互作用
聚苯乙烯磺酸盐可以与消化道内的各种药物结合，从而降低其吸收和有效性。常见的例子包括锂、甲状腺素和洋地黄。2017年9月，FDA 建议将聚苯乙烯磺酸盐的剂量与任何其他口服药物分开至少三个小时，以避免任何潜在的相互作用。

## 作用机制

### 高钾血症
聚苯乙烯磺酸盐在胃中释放钠或钙离子以交换氢离子。当树脂到达大肠时，氢离子被交换为游离钾离子；然后树脂通过粪便排出。净效应是降低可吸收到血液中的钾量并增加通过粪便排出的钾量。效果是降低体内钾含量，每1克树脂可交换1毫当量的钾。

## 生产及化学结构
聚苯乙烯磺酸，其盐为聚苯乙烯磺酸盐的酸，具有理想化式(CH2CHC6H4SO3H)n。该材料由聚苯乙烯磺化制备：
(CH2CHC6H5)n + n SO3 → (CH2CHC6H4SO3H)n
这种转化有多种方法，可导致不同程度的磺化。通常聚苯乙烯是交联的，这可以防止聚合物溶解。由于磺酸基（SO3H）呈强酸性，因此该聚合物可以中和碱。通过这种方式，可以制备聚合物的各种盐，从而产生钠盐、钙盐和其他盐：
(CH2CHC6H4SO3H)n + n NaOH → (CH2CHC6H4SO3Na)n + n H2O
这些含离子的聚合物称为离聚物。

### 替代磺化方法
已知苯环会发生双取代，即使转化率远低于 100%。还发现了交联反应，其中两个磺酸基团缩合产生磺酰基交联。另一方面，使用较温和的条件如乙酰硫酸盐会导致磺化不完全。最近，报道了受保护的苯乙烯磺酸盐的原子转移自由基聚合（ATRP）， 产生了明确的线性聚合物以及更复杂的分子结构。 

## 化学品用途
聚苯乙烯磺酸盐因其离子交换特性而有用。线性离子聚合物通常是水溶性的，而交联材料（称为树脂）不溶于水。这些聚合物分为聚盐和离聚物。

### 软化水
水软化是通过将硬水渗透过交联聚苯乙烯磺酸钠形式的床来实现的。钙（Ca2+）和镁（Mg2+）等硬离子粘附在磺酸盐基团上，取代钠离子。所得钠离子溶液被软化。

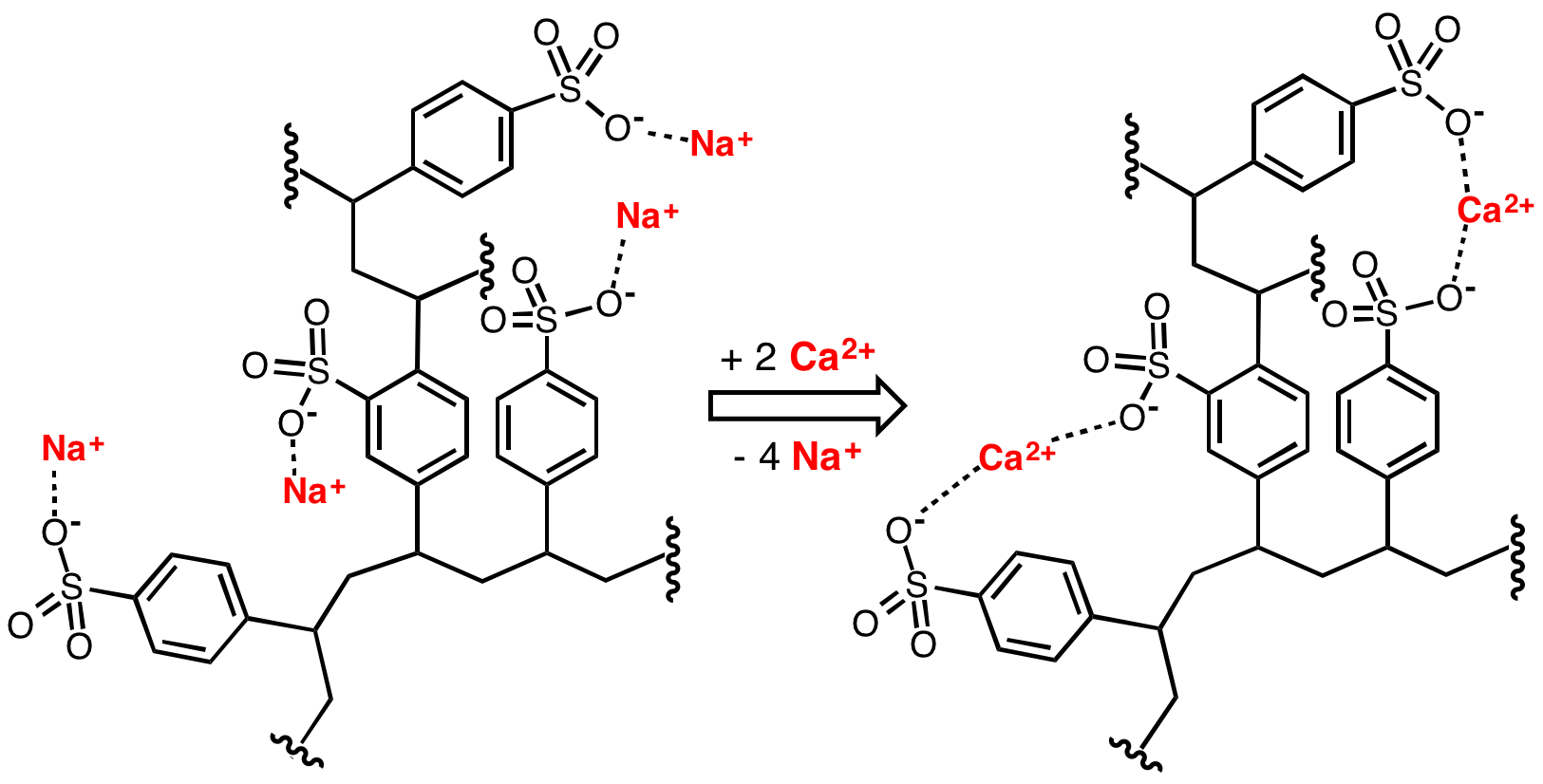
软化水过程的理想化图像，涉及用阳离子交换树脂提供的钠离子替换水中的钙离子。

### 其他用途
聚苯乙烯磺酸钠用作水泥中的超塑化剂、棉花的染色改良剂以及燃料电池应用中的质子交换膜。在其酸形式下，该树脂在有机合成中用作固体酸催化剂。 